# Nils Idman (1716–1790)
Nils Nilsson Idman, född 24 november 1716 i Östuna socken, Uppland, död 5 mars 1790 i Vittis, var en finländsk präst och språkforskare. Han var son till Nils Idman (1680–1750).
Idman inskrevs 1729 som student vid Kungliga Akademien i Åbo, blev filosofie magister 1738 och prästvigdes 1740. Han utnämndes 1742 till predikant vid Åbo livdragonregemente och deltog i dess ansträngande marscher under kriget 1742–43. Han blev 1749 kyrkoherde i Vittis och 1758 kontraktsprost. 
Idman tog 1756 livlig del i striden om besättandet av biskopsstolen i Åbo stift, och det var till icke ringa del hans förtjänst, att Carl Fredrik Mennander erhöll platsen. År 1765 var han ett av Åbo stifts ombud vid riksdagen, vilken han dock före dess slut lämnade. 
Sedan studentåren hade Idman ivrigt sysselsatt sig med lingvistiska studier, vilkas frukter framträdde i ett arbete, som på sin tid väckte uppseende, Försök at wisa gemenskap emillan finska och grekiska språken, såsom tjenande till uplysning i finska folkets historia (1774). I denna skrift försöker han visa att likheten mellan finskan och grekiskan såväl i böjningsändelser som ordstammar är så stor, att man därav kan sluta till de bägge språkens släktskap.